# Mistrzostwa Polski w Łyżwiarstwie Figurowym 2022
Mistrzostwa Polski w łyżwiarstwie figurowym 2022 – zawody mające na celu wyłonienie najlepszych łyżwiarzy figurowych w Polsce. W ramach mistrzostw Polski rozgrywano:
- Mistrzostwa Polski Seniorów – 16–18 grudnia 2021 w Nowej Wsi Spiskiej (Mistrzostwa Czterech Narodów)
- Mistrzostwa Polski Juniorów (soliści, solistki) – 21–23 stycznia 2022 w Cieszynie
- Mistrzostwa Polski Młodzików (MPM) – 11–13 marca 2022 w Katowicach
- Młodzieżowe Mistrzostwa Polski (MMP) – 17–20 marca 2022 w Cieszynie
- Mistrzostwa Polski w łyżwiarstwie synchronicznym – 3–5 grudnia 2021 w Gdańsku

## Wyniki

### Kategoria seniorów
Pozycje w poszczególnych segmentach wynikają z klasyfikacji mistrzostw czterech narodów.

#### Soliści
| Poz. | Zawodnik          | Klub               | Nota łączna | SP | SP    | FS | FS     |
| ---- | ----------------- | ------------------ | ----------- | -- | ----- | -- | ------ |
| 1    | Władimir Samojłow | MKS Axel Toruń     | 187,54      | 4  | 58,39 | 2  | 129,15 |
| 2    | Kornel Witkowski  | MKS Axel Toruń     | 169,13      | 6  | 54,51 | 5  | 114,62 |
| 3    | Miłosz Witkowski  | MKS Axel Toruń     | 166,60      | 5  | 58,02 | 8  | 108,58 |
| 4    | Jakub Lofek       | UKŁF Unia Oświęcim | 147,21      | 11 | 47,22 | 10 | 99,99  |

#### Solistki
| Poz. | Zawodniczka          | Klub              | Nota łączna | SP | SP    | FS | FS     |
| ---- | -------------------- | ----------------- | ----------- | -- | ----- | -- | ------ |
| 1    | Jekatierina Kurakowa | MKS Axel Toruń    | 190,06      | 2  | 59,32 | 1  | 130,74 |
| 2    | Elżbieta Gabryszak   | ŁKS Soła Oświęcim | 124,22      | 16 | 40,09 | 9  | 84,13  |
| 3    | Agnieszka Rejment    | MKS Axel Toruń    | 121,30      | 12 | 45,48 | 16 | 75,82  |
| 4    | Karolina Białas      | UKŁ Spin Katowice | 117,91      | 17 | 38,50 | 14 | 79,41  |
| 5    | Natalia Lerka        | MKŁ Łódź          | 117,16      | 15 | 40,24 | 15 | 76,92  |

#### Pary sportowe
| Poz. | Zawodnicy                    | Klub              | Nota łączna | SP | SP    | FS | FS    |
| ---- | ---------------------------- | ----------------- | ----------- | -- | ----- | -- | ----- |
| 1    | Anna Hernik / Michał Woźniak | ŁKS Soła Oświęcim | 121,38      | 3  | 42,53 | 3  | 78,85 |

#### Pary taneczne
| Poz. | Zawodnicy                                  | Klub           | Nota łączna | RD | RD    | FD | FD     |
| ---- | ------------------------------------------ | -------------- | ----------- | -- | ----- | -- | ------ |
| 1    | Natalia Kaliszek / Maksym Spodyriew        | MKS Axel Toruń | 181,09      | 1  | 74,98 | 2  | 106,11 |
| 2    | Anastasija Polibina / Pawieł Gołowisznikow | MKS Axel Toruń | 147,25      | 5  | 60,55 | 4  | 86,70  |
| 3    | Jenna Hertenstein / Damian Binkowski       | MKS Axel Toruń | 134,10      | 6  | 54,33 | 6  | 79,77  |
| 4    | Arina Klimowa / Filip Bojanowski           | MKS Axel Toruń | 125,88      | 7  | 49,04 | 7  | 76,84  |

### Kategoria juniorów

#### Soliści
| Poz. | Zawodnik            | Klub                    | Nota łączna | SP | SP    | FS | FS     |
| ---- | ------------------- | ----------------------- | ----------- | -- | ----- | -- | ------ |
| 1    | Jakub Lofek         | UKŁF Unia Oświęcim      | 155,75      | 1  | 55,34 | 1  | 100,41 |
| 2    | Pawło Klimin        | AZS AWF Ochota Warszawa | 112,56      | 3  | 38,12 | 2  | 74,44  |
| 3    | Jakub Rosłaniec     | AZS AWF Ochota Warszawa | 106,11      | 4  | 36,47 | 3  | 69,64  |
| 4    | Szymon Derechowski  | UKŁ Spin Katowice       | 97,28       | 2  | 39,30 | 4  | 57,98  |
| 5    | Andrzej Nakonieczny | UKŁF Unia Oświęcim      | 90,86       | 5  | 34,90 | 5  | 55,96  |
| 6    | Krystian Gerega     | UKŁF Unia Oświęcim      | 85,24       | 6  | 34,40 | 6  | 50,84  |

#### Solistki
| Poz. | Zawodniczka                  | Klub                          | Nota łączna | SP | SP    | FS | FS    |
| ---- | ---------------------------- | ----------------------------- | ----------- | -- | ----- | -- | ----- |
| 1    | Noelle Streuli               | MUKS Walley-Plus Duo Warszawa | 142,65      | 1  | 50,76 | 1  | 91,89 |
| 2    | Anastazja Kołosińska         | AZS AWF Ochota Warszawa       | 126,23      | 2  | 44,49 | 2  | 81,74 |
| 3    | Wiktoria Małyniak            | MUKS Walley-Plus Duo Warszawa | 119,20      | 11 | 37,75 | 3  | 81,45 |
| 4    | Weroinka Ferlin              | UIKŁF Piruette Opole          | 116,04      | 3  | 42,40 | 4  | 73,64 |
| 5    | Zofia Grzegorzewska          | MKŁ Łódź                      | 110,39      | 4  | 41,08 | 7  | 69,31 |
| 6    | Karolina Białas              | UKŁF Spin Katowice            | 109,85      | 6  | 38,93 | 5  | 70,92 |
| 7    | Laura Szczęsna               | MKŁ Łódź                      | 108,06      | 10 | 38,08 | 6  | 69,98 |
| 8    | Julia Polniuk                | MUKS Euro6 Warszawa           | 107,46      | 9  | 38,15 | 8  | 69,31 |
| 9    | Catherine-Charlotte Lapierre | FSA Warszawa                  | 106,19      | 7  | 38,87 | 10 | 67,32 |
| 10   | Matylda Paszyńska            | MKS Rewia Warszawa            | 106,09      | 8  | 38,50 | 9  | 67,59 |
| 11   | Arina Krupienia              | AZS AWF Ochota Warszawa       | 100,49      | 5  | 39,65 | 15 | 60,84 |
| 12   | Alicja Rejment               | MKS Axel Toruń                | 100,09      | 13 | 34,74 | 12 | 65,35 |
| 13   | Jagoda Cała                  | ŁKS Soła Oświęcim             | 98,65       | 12 | 37,21 | 14 | 61,44 |
| 14   | Wiktoria Pacha               | MKŁ Łódź                      | 97,93       | 14 | 34,02 | 13 | 63,91 |
| 15   | Martyna Grocholska           | UIKŁF Piruetta Opole          | 98,69       | 15 | 31,62 | 11 | 66,07 |
| 16   | Nicola Adamczyk              | ŁKS Soła Oświęcim             | 90,50       | 16 | 31,61 | 16 | 58,89 |
| 17   | Dorota Konieczka             | GKS Stoczniowiec Gdańsk       | 86,47       | 17 | 30,73 | 17 | 55,74 |
| 18   | Oliwia Strokosz              | FSA Warszawa                  | 82,85       | 20 | 28,44 | 18 | 54,41 |
| 19   | Antonina Ziendara            | FSA Warszawa                  | 82,35       | 18 | 30,64 | 21 | 51,71 |
| 20   | Maja Krzysiak                | GKS Stoczniowiec Gdańsk       | 81,95       | 22 | 28,16 | 19 | 53,79 |
| 21   | Maria Kudla                  | MUKS Euro6 Warszawa           | 79,83       | 19 | 28,65 | 22 | 51,18 |
| 22   | Aleksandra Kopyciok          | KS EDGE SA Katowice           | 79,53       | 24 | 27,40 | 20 | 52,13 |
| 23   | Roksana Ciaston              | ŁKS Soła Oświęcim             | 77,49       | 21 | 28,17 | 23 | 49,32 |
| 24   | Gabriela Gorstka             | KS EDGE SA Katowice           | 74,23       | 27 | 25,33 | 24 | 48,90 |
| 25   | Joanna Śnieżek               | UKŁF Unia Oświęcim            | 73,94       | 23 | 27,62 | 26 | 46,32 |
| 26   | Natalia Dziadkowiec          | KS EDGE SA Katowice           | 73,55       | 25 | 26,67 | 25 | 46,88 |
| 27   | Patrycja Konopka             | KS EDGE SA Katowice           | 63,59       | 28 | 20,31 | 27 | 43,28 |
| 28   | Anna Heclik                  | KS EDGE SA Katowice           | 60,74       | 26 | 25,85 | 28 | 34,89 |

#### Pary taneczne
| Poz. | Zawodnicy                        | Klub           | Nota łączna | RD | RD    | FD | FD    |
| ---- | -------------------------------- | -------------- | ----------- | -- | ----- | -- | ----- |
| 1    | Olivia Oliver / Joshua Andari    | MKŁ Łódź       | 141,03      | 2  | 55,29 | 1  | 85,74 |
| 2    | Sofia Dovhal / Wiktor Kulesza    | MKS Axel Toruń | 133,79      | 1  | 55,39 | 3  | 78,30 |
| 3    | Arina Klimowa / Filip Bojanowski | MKS Axel Toruń | 127,27      | 3  | 48,97 | 2  | 78,40 |